# Luperus pubipennis
Luperus pubipennis es una especie de insecto coleóptero de la familia Chrysomelidae.
Fue descrita científicamente en 1960 por Bryant.